# ريان سكالي
ريان سكالي (بالإنجليزية: Ryan Scully) هو لاعب كرة قدم بريطاني في مركز حراسة المرمى، ولد في 29 أكتوبر 1992 في دبلن في جمهورية أيرلندا. لعب مع دونفرملين أثلتيك ونادي ألبيون روفرز ونادي بارتيك ثيسل.

## وصلات خارجية
- ريان سكالي على موقع قاعدة بيانات كرة القدم.إي يو (الإنجليزية)
- ريان سكالي على موقع Soccerbase.com (لاعب) (الإنجليزية)
- ريان سكالي على موقع Soccerway.com (الإنجليزية)